# 圓口副緋鯉
圓口副緋鯉（学名：Parupeneus cyclostomus），又稱圓口海鯡鯉，俗名黃秋姑、鬚哥，為輻鰭魚綱鱸形目鬚鯛科的其中一個種。

## 分布
本魚分布於印度太平洋區，包括東非、紅海、波斯灣、馬爾地夫、葛摩、模里西斯、塞席爾群島、印度、斯里蘭卡、馬來西亞、安達曼海、泰國、菲律賓、印尼、中國南海、東海、日本、台灣、越南、新幾內亞、所羅門群島、澳洲、馬里亞納群島、馬紹爾群島、密克羅尼西亞、帛琉、諾魯、斐濟群島、東加、吉里巴斯、吐瓦魯、萬納杜、法屬波里尼西亞、墨西哥、加拉巴哥群島、厄瓜多等海域。

## 深度
水深8至92公尺。

## 特徵
本魚體背部為暗褐色，體側及腹部顏色較淡略呈黃色。其特徵為第二背鰭後方的尾柄處有一黃色鞍狀斑，第二背鰭及臀鰭上有些黃色細紋，且外緣皆略成藍色。頭部自吻到眼後有2條藍紋，眼下並有2條較短的藍紋。尾鰭深分叉，背鰭兩個。背鰭硬棘共8枚、軟條共9枚；臀鰭硬棘1枚、軟條7枚。體長可達50公分。本種個體有黃化現象，即整尾魚體變成均勻的金黃色，其原因不明，但其眼周圍藍紋還隱約可見。

## 生態
大魚多數單獨行動，小魚則三五成群一起在沙泥底質處覓食，屬肉食性，以觸鬚探尋沙中的小魚和無脊椎動物為食。

## 經濟利用
食用魚，適合煎食或紅燒，小個體可做為觀賞魚。